# Deep Purple in Concert
Deep Purple in Concert é um álbum ao vivo da banda de hard rock britânica Deep Purple, de dois concertos gravados pela BBC para sua série ao vivo "In Concert", gravado em 1970 e 1972. Primeiramente lançado em 1980 no Reino Unido, com a edição atual estado-unidense que foi disponibilizado em 2001.
"Smoke on the Water" e "Maybe I'm a Leo" não foram incluídas na versão original em vinil duplo em 1980, apesar de "Smoke on the Water" foi disponibilizado como um single.

## Faixas
Todas as canções escritas por Ritchie Blackmore, Ian Gillan, Roger Glover, Jon Lord e Ian Paice exceto os anotados.

### Disco um: 1970
1. "Speed King" – 7:22
2. "Child in Time" – 11:06
3. "Wring That Neck" (Blackmore, Lord, Paice, Nick Simper) – 18:59
4. "Mandrake Root" (Blackmore, Rod Evans, Lord) – 17:38

### Disco dois: 1972
1. "Highway Star" – 8:32
2. "Strange Kind of Woman" – 9:17
3. "Maybe I'm a Leo" – 6:17
4. "Never Before" – 4:34
5. "Lazy"  – 10:22
6. "Space Truckin'" – 21:46
7. "Smoke on the Water" – 7:09
8. "Lucille" (Albert Collins, Richard Penniman) – 7:21

## Pessoal
- Ritchie Blackmore - guitarra
- Ian Gillan - vocais
- Roger Glover - baixo
- Jon Lord - teclados
- Ian Paice - bateria
- CD1 foi gravado em 19 de fevereiro de 1970 na BBC Studios para "The Sunday Show"
- Produzido por Jeff Griffin
- Engendrado por Tony Wilson
- gravação mono reprocessado para estéreo.
- CD2 foi gravado em 9 de março de 1972 na Paris Theatre em Londres para "BBC Sounds Of The Seventies"
- Produzido por Pete Dauncey
- Engendrado por Adrian Revill
- Editado por Nick Tauber
- Faixa 8 original mixada em 1980 por Nick Tauber